# Ham (Dover)
Ham – wieś w Anglii, w hrabstwie Kent, w dystrykcie Dover, w civil parish Northbourne. Leży 18 km od miasta Canterbury. W 1931 roku civil parish liczyła 63 mieszkańców. Ham jest wspomniana w Domesday Book (1086) jako Hama.